# Othon II de Brunswick-Harbourg
Othon II de Brunswick-Harbourg, surnommé le Jeune, ou le Célèbre (25 septembre 1528, à Celle – 26 octobre 1603, à Harbourg) est duc de Brunswick-Harbourg de 1549 à sa mort.

## Biographie
Othon est le fils aîné du duc Othon Ier de Brunswick-Lunebourg-Harbourg (1495-1549) de son mariage avec Metta von Campen (morte en 1580). Il reçoit une éducation princière.
La Maison de Brunswick-Lünebourg ne reconnait pas à Othon le droit d'hériter de son père, au motif que le mariage de ses parents est morganatique. Pris en charge par l'empereur Ferdinand Ier, Othon renouvelle à plusieurs reprises ses exigences et en 1560, il est finalement confirmé comme successeur de son père en tant que dirigeant de la seigneurie de Harbourg. Son territoire est étendu même avec celui de Moisburg.
Il poursuit le projet de construction du château de Harbourg et le transforme en une résidence princière. Il s'y installe définitivement en 1551. En 1560, il commence à développer la chapelle du château. Pour financer ses activités, il augmente les impôts et préleva des taxes spéciales, ce qui le rend impopulaire. De 1561 à 1577, la population de son territoire diminue en raison de la peste. Othon ne permet pas aux juifs et aux chrétiens d'autres confessions de s'installer dans son pays.
Il construit un magasin de sel, afin de promouvoir le commerce du sel avec Lünebourg. Ceci, cependant, ne connait pas le succès qu'il avait escompté.

## Mariages et descendance
Le 8 septembre 1551, Othon épouse en premières noces Marguerite (1530-1559), fille du comte Jean-Henri de Schwarzbourg-Leutenberg. Elle meurt en couches le 16 mars 1559. Ils ont :
- Élisabeth (1553-1618), mariée, en 1582, avec le comte Eric Brahe de Visingsborg (1552-1614)
- Othon-Henri de Brunswick-Harbourg (1555-1591), marié en 1588 à Marie d'Henin-Lietard (d. 1606)
- Jean-Frédéric (23 février 1557; 21 février 1619), qui renonce à son droit à succession sur Harbourg
- une fille mort-née (16 mars 1559)

Othon se remarie le 8 octobre 1562 en secondes noces avec Hedwige (1535-1616), fille du comte Ennon II de Frise orientale, avec qui il a :
- Guillaume-Auguste de Brunswick-Harbourg (1564-1642), duc de Brunswick-Harbourg
- Enno (1565-1600)
- Anne-Marguerite de Brunswick-Harbourg (1567-1643), prévôt de l'abbaye de Quedlinbourg
- Henri (1568-1569)
- Hedwige (1569-1620)
- Christophe de Brunswick-Harbourg (1570-1606), duc de Brunswick-Harbourg, marié en 1604, à la princesse Élisabeth de Brunswick-Wolfenbüttel (1567–1618)
- Othon III de Brunswick-Harbourg (1572-1641), duc de Brunswick-Harbourg, marié en 1621, à la princesse Hedwige de Brunswick-Wolfenbüttel (1580-1657).
- Jean (1573-1625)
- Élisabeth (1574-1575)
- Catherine Sophie (1577-1665), mariée avec le comte Jobst Hermann de Schaumbourg (1575-1634)
- Frédéric (1578-1605), tué au combat
- Auguste Frédéric (1580-1580)